# Паскагула (река)
Паскагу́ла (англ. Pascagoula River, около устья также — Singing River) — река на юге Соединённых Штатов Америки, протекает по территории округов Джордж и Джэксон на юго-востоке штата Миссисипи.
Длина — примерно 81 миля (130 км), площадь бассейна — около 9400 квадратных миль (24 000 км2).
Гидроним Паскагула имеет индейское происхождение и переводится как «хлебные люди» — так чокто называли маленькое племя, жившее около данной реки в начале XVIII века.
Паскагула берёт начало от слияния рек Лиф и Чикасовей около Меррилла. Течёт в юго-юго-восточном направлении и впадает в пролив Миссисипи Мексиканского залива около города Паскагула.